# Mojmír Horyna
Mojmír Horyna (23. března 1945 Praha – 26. ledna 2011 Praha) byl český historik umění, odborník na českou barokní architekturu a dílo Jana Blažeje Santiniho-Aichela.

## Život
Předkové Mojmíra Horyny pocházeli z Poděbrad, ale v devatenáctém století pracovali v Rakousku jako stavitelé železnic a vojenští inženýři. Otec byl před válkou soukromník a po komunistickém převratu v únoru 1948 přišel o majetek a živil se jako dělník. Mojmír Horyna studoval dějiny umění na Filozofické fakultě Univerzity Karlovy v Praze v době částečného uvolnění režimu ve druhé polovině 60. let (1963–1970). Během studií navštěvoval Otto Munelese, který ho zasvětil do filozofických disciplín. Roku 1968 absolvoval studijní pobyt v Grazu u prof. Heinricha Gerharda Franze, na Vídeňské univerzitě (prof. Renate Wagner-Rieger) a na Institut für Kunstgeschichte ve Štýrském Hradci. V roce 1973 obhájil diplomovou práci na téma pražských sochařských vrcholně barokních oltářních nástavců, kterou později rozšířil a obhájil i jako práci rigorózní. Stranické orgány mu až do 80. let znemožnily ucházet se o vědeckou aspiranturu a do roku 1982 nevlastnil cestovní pas.
V letech 1969–1970 byl asistentem ve Sbírce starého českého umění NG a poté byl pracovníkem státní památkové péče (KSSPPOP Pardubice, SÚRPMO Praha, 1972–1987). V atelieru stavebně-historického průzkumu Státního ústavu pro rekonstrukce památkových měst a objektů v Praze, který v té době vedl Dobroslav Líbal, zpracoval řadu stavebně-historických průzkumů.
V letech 1988–1990 byl odborným pracovníkem sbírky starého českého umění NG. Po roce 1990 byl odborným asistentem, od roku 1993 docentem UDU FF UK v Praze pro obor teorie a dějiny umění. V letech 1997 a 1998 studijní pobyty v Českém historickém ústavu v Římě. Od roku 2000 do r. 2006 byl ředitelem Ústavu pro dějiny umění FF UK, od roku 2001 profesorem UK Praha pro obor dějiny umění. Přednášel dějiny barokního umění též v Ústavu dějin křesťanského umění Katolické teologické fakulty UK. 

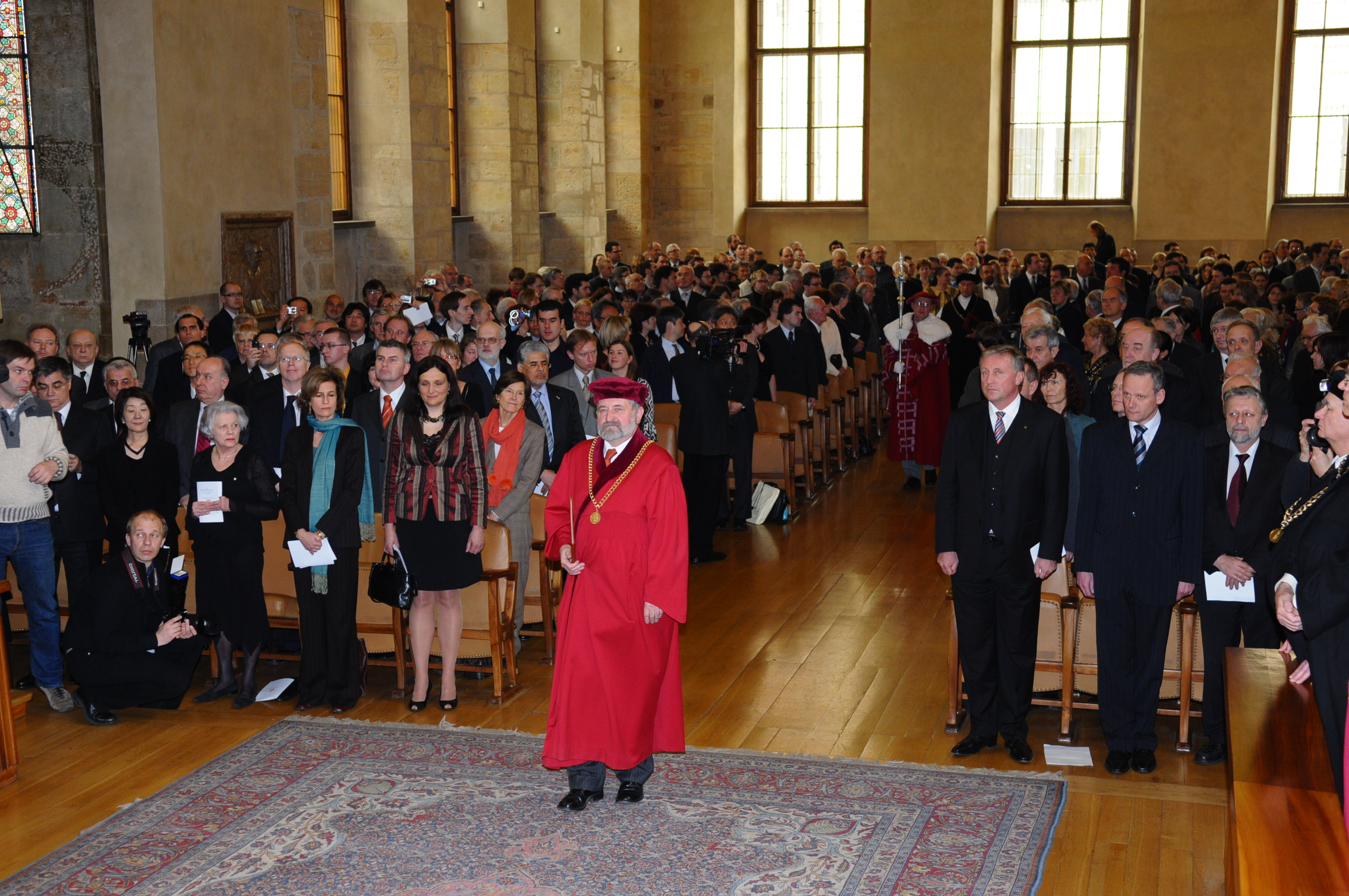
Prorektor prof. PhDr. Mojmír Horyna v Karolinu 7. dubna 2008 při oslavě 660 let Univerzity Karlovy

V letech 2006-2010 byl prorektorem UK pro akademické kvalifikace. 
Zastával funkce v odborných komisích pro umění a památky, byl členem Vědecké rady ředitele NPÚ Vědecké rady Univerzity Karlovy, Sboru expertů Senátu Parlamentu ČR.
Jako předseda Vědecké rady pro státní památkovou péči Ministerstva kultury ČR roku 2006 na svou funkci rezignoval, když nesouhlasil s nekvalifikovaným přístupem tehdejšího ministra Vítězslava Jandáka.
V devadesátých letech zachránil s partou 5 zedníků a tesařem rozpadající se Santiniho Poutní a proboštský kostel V Mariánské Týnici. U příležitosti jeho šedesátých narozenin byla v Mariánské Týnici v roce 2005 jako výraz vděčnosti odhalena jeho busta od Oldřicha Karbana. V roce 1999 obdržel cenu ČLF za vědeckou publikaci Jan Blažej Santini-Aichel (1998).
Zemřel zcela nečekaně 26. ledna 2011 po krátké nemoci. Roku 2011 ho ocenila UHS in memoriam.

## Dílo
Věnoval se především umění baroka, zvláště barokní architektuře, ale také baroknímu sochařství. Mezi jeho odborné zájmy ovšem patřila také architektura 19. století, architektonický vývoj Prahy a ochrana kulturních památek. Už v době studií se Horyna také účastnil tajných filozofických seminářů profesora Jana Patočky a hluboký zájem o německou a francouzskou filozofii uplatnil i ve svých textech o architektuře.
Hojně publikoval studie v odborných časopisech, popř. sbornících, stal se spoluautorem několika významných souborných knih a podílel se na řadě výstav o umění českého baroka, především na monumentální výstavě Sláva barokní Čechie v roce 2001. Je považován za nejlepšího znalce díla J. B. Santiniho-Aichela a jednoho z nejerudovanějších odborníků na problematiku české a středoevropské barokní architektury. Kromě architektonického díla Jana Blažeje Santiniho-Aichela se jmenovitě věnoval také dílu Kryštofa Dientzenhofera, jeho syna Kiliána Ignáce Dientzenhofera a dalším významným postavám české, především vrcholně barokní architektonické tvorby.

### Publikace

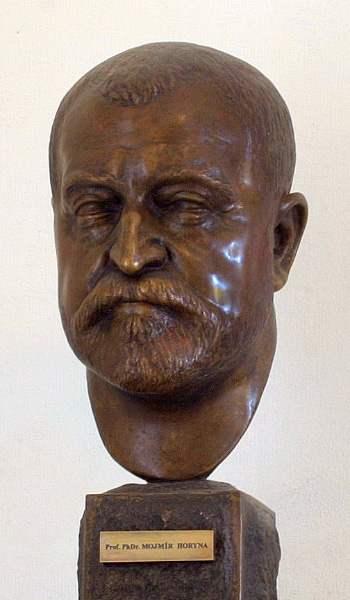
Busta Mojmíra Horyny v Mariánské Týnici

- Architektura baroka. Praha na úsvitu nových dějin, Praha 1988, spoluautor
- Zámek Hořovice, Praha 1996
- Parlament České republiky, Praha 1996, spoluautor
- Mnichovo Hradiště, Praha 1996, spoluautor
- Obnova, konzervace a rekonstrukce památek, Praha: 1997, spoluautor
- Jan Blažej Santini-Aichel, Praha 1998
- Dientzenhoferové, Praha 1998
- Memento mori, Praha 1998, spoluautor
- Santini. Stavby Jana Blažeje Santiniho na Žďársku, Žďár nad Sázavou 1999
- Toskánský palác v Praze, Praha 1999, spoluautor
- Zámek Trója u Prahy, nakl. Paseka, Praha 2000, ISBN 80-7185-333-X
- Černínský palác v Praze, Praha 2001
- Valdštejnský palác v Praze, Praha 2002, spoluautor
- Chvála tvaru. Fotografie Vladimíra Uhra, Praha 2004
- Památky Plzeňského kraje, Plzeň 2004, spoluautor
- Kryštof / Christoph Dientzenhofer (1655-1722). K 350. výročí narození génia českého baroka., Národní památkový ústav Praha 2005, ISBN 80-86234-69-X
- Kostel nejsvětějšího Salvátora a Vlašská kaple. Praha - Staré Město, Kostelní Vydří 2006 (s P. Oulíkovou)
- Kostel sv. Ignáce z Loyoly. Praha - Nové Město, Kostelní Vydří 2006 (s P. Oulíkovou)
- Zámek Zbraslav, Praha 2006
- Kostel sv. Klimenta Odolena Voda, Odolena Voda 2007 (s P. Oulíkovou)
- Kostel sv. Kateřiny na Novém městě pražském, Praha 2008 (s R Hugem, M. Mádlem, P. Preissem)